# Felício Milson
Felício Mendes João Milson (Luanda, 12 de outubro de 1999), conhecido apenas por Milson, é um futebolista angolano que atua como atacante. Atualmente defende o Estrela Vermelha e a Seleção Angolana.

## Carreira em clubes
Após jogar na base do Real Simbila e do Leixões entre 2017 e 2018, Milson chegou ao Marítimo neste último ano e foi promovido ao time B em 2019. Sua estreia pela equipe principal foi em junho de 2020, contra o Porto. Após 44 partidas e 13 gols pelo Marítimo B e 28 jogos (32, contabilizando todas as competições) e um gol marcado pelo time principal, o atacante foi contratado pelo FC Nizhny Novgorod (atual Pari Nizhny Novgorod) em fevereiro de 2022, disputando 29 jogos oficiais (23 pela Premier League Russa) e marcando 2 gols.
Em fevereiro de 2023, assinou por empréstimo com o Ankaragücü até o final da temporada, com opção de compra ao término do período. Em julho do mesmo ano, foi contratado pelo Maccabi Tel Aviv, assinando por 3 anos. Pelos Yellows, foi campeão nacional e da Copa Toto Al na temporada 2023–24.
Em julho de 2024, Milson deixou o Maccabi Tel Aviv depois de 40 jogos e 7 gols marcados para assinar por 4 temporadas com o Estrela Vermelha.

## Carreira internacional
Tendo representado a seleção Sub-20 de Angola no Torneio Internacional de Toulon em 2017, Milson estreou pelo time principal dos Palancas Negras num amistoso contra Moçambique, em outubro de 2020.
Convocado para a Copa Africana de 2023, disputou 3 partidas na competição, contra Argélia, Burquina Fasso (primeira fase) e Nigéria, pelas quartas-de-final.

## Títulos
Estrela Vermelha
- Superliga Sérvia: 2024–25[8]

Angola
- Copa COSAFA: 2025[9]